# William MacAskill
William MacAskill (född William Crouch) är en skotsk filosof och medgrundare till effektiv altruism-rörelsen. Han är för närvarande associate professor i filosofi vid Oxfords universitet samt VD för Centre for Effective Altruism. MacAskill var också med och grundade organisationerna 80,000 Hours och Giving What We Can. I augusti 2015 publicerades hans första bok Doing Good Better: Effective Altruism and a Radical New Way to Make a Difference.

## Akademisk karriär
MacAskill studerade filosofi vid Jesus College, Cambridge (BA), St Edmund Hall, Oxford (BPhil), och St Anne's College, Oxford där han doktorerade i filosofi 2013. Den svenska filosofen Krister Bykvist var en av hans handledare. Efter att ha doktorerat fick MacAskill en treårig forskningstjänst vid Emmanuel College, Cambridge. Redan i augusti 2015 tillträdde han dock som associate professor vid Lincoln Collage och blev därmed den yngsta fast anställde professorn i filosofi vid Oxfords universitet.
MacAskills forskning har framförallt fokuserat på värdemässig osäkerhet, d.v.s. frågan om vad som är lämpligt att göra när vi inte vet vad som är värdefullt. Inom detta område har han publicerat i tidskrifter såsom Ethics. För närvarande skriver han också på en bok om detta tillsammans med filosoferna Krister Bykvist och Toby Ord.

## Effektiv altruism
MacAskill är mest känd som en av förgrundsfigurerna inom effektiv altruism-rörelsen. Han är bland annat medgrundare till organisationerna 80,000 hours, som ger karriärråd till unga människor som vill göra en insats för världen, och Giving What We Can, som ägnar sig åt att utvärdera och rekommendera andra välgörenhetsorganisationer samt att övertyga människor om att avge givarlöften (”giving pledges”).
I augusti 2015 publicerades MacAskills bok Doing Good Better: Effective Altruism and a Radical New Way to Make a Difference. Boken introducerar effektiv altruism-rörelsen och beskriver med utgångspunkt i vetenskaplig evidens hur enskilda individer kan agera för att förbättra världen så effektivt som möjligt.
År 2016 inkorporerades ett antal effektiv altruism-organisationer i paraplyorganisationen Centre for Effective Altruism och MacAskill tillträdde som VD.

## Media
MacAskill och de effektiv altruism-organisationer som han varit involverad i har blivit omskrivna av globala medieaktörer såsom The New York Times, The Wall St Journal, The Washington Post, The Huffington Post, The Guardian, BBC News, BBC Radio 4’s The Today Programme, CNBC, NPR, och TED,. Han skriver regelbundet för Quartz, och har också skrivit artiklar för The New Yorker, The Guardian, The Independent, Time, och The Washington Post.